# CAB
A .CAB, teljes nevén Cabinet – magyarul szekrény – a Microsoft Windows rendszerek számára kifejlesztett archiváló formátum. Támogatja a veszteségmentes tömörítést és a beágyazott digitális tanúsítványokat az archiválási sértetlenség fenntartásához. A fájlok első négy bájtja az MSCF szót tartalmazza. A cél a telepítőlemezeken az adatok biztonságos és tömör tárolása volt.
Számos Microsoft telepítési technológia használja a CAB formátumot – ezek közé tartoznak a Windows Installer, Setup API, Device Installer és AdvPack (az Internet Explorer által telepített ActiveX összetevők). A CAB-fájlokat gyakran társítják önkicsomagoló programokkal, mint például az IExpress, ahol a végrehajtható program csomagolja ki a kapcsolódó CAB-fájlokat. A CAB-fájlokat néha más fájlokba is beágyazzák. Például az MSI- és az MSU-fájlok (az utóbbiak egy másik fájlnévkiterjesztéssel rendelkező CAB-fájlok) általában egy vagy több beágyazott CAB-fájlt tartalmaznak.
A CAB fájlformátum az alábbi tömörítési algoritmusokat alkalmazhatja:
- DEFLATE - feltalálta: Phil Katz, a ZIP fájlformátum szerzője
- Quantum tömörítés - engedélyezte: David Stafford, a Quantum archiver szerzője
- LZX - amelyet Jonathan Forbes és Tomi Poutanen alkottak meg, még mielőtt Forbes a céghez csatlakozott[1]

## Felépítés
A CAB-archívum legfeljebb 65 535 CAB-mappát tartalmazhat (nem ütközhet a rendszermappákkal), mindegyik legfeljebb 65 535 fájlt tartalmazhat. Belsőleg minden egyes CAB-mappát egyetlen tömörített blokként kezelnek, ami hatékonyabb tömörítést biztosít, mint az egyes fájlok egyedi tömörítése.
A CAB-mappában lévő minden bejegyzésnek fájlnak kell lennie. Ennek a struktúrának köszönhetően nem lehet üres mappákat tárolni a CAB-archívumban.
Az alábbi példa egy CAB-fájlstruktúrára mutat példát, bemutatva a CAB-mappák és a fájlok közötti kapcsolatot:
| Útvonal: Records/Student_01.tsv        |
| Útvonal: Records/Photos/Student_01.jpg |

| Útvonal: Records/Student_02.tsv        |
| Útvonal: Records/Photos/Student_02.jpg |

A CAB-fájlformátum nem határozza meg, hogyan kell kezelni az elérési útvonalakat, így a szoftverek futtatása nem lehetséges.
- Néhány rögzíti a fájlok elérési útját a fájlnevekhez, mintha a CAB+archívum összes fájlja egyetlen mappában lenne. Az IExpress így működik, akárcsak a Microsoft Windows Intéző, amely képes megnyitni a CAB-archívumot mappaként.
- Egyesek tárolhatják az útvonalakat, és a kicsomagolás után szükség szerint létrehozhatnak mappákat. A CABARC.EXE és EXTRACT.EXE (a Microsoft Cabinet SDK eszközei), valamint az lcab és a cabextract (harmadik féltől származó nyílt forrású eszközök) így működnek.
- EXPAND.EXE, csak a 6-os verzió után (amely a Windows Vistából származik) csomagolja ki útvonalaik szerint a fájlokat. Az előző változatok nem teszik meg.

## Szoftverek
A CAB-archívum tartalmának kibontását számos program támogatja, többek között a Microsoft Windows (Fájl böngésző, Setup API, expand.exe vagy extract.exe), valamint jól ismert szoftverek, például WinZip, WinRAR vagy 7-Zip. Kevesebb program képes CAB-archívumok létrehozására. Az egyik ilyen a WinAce.
A Windows makecab.exe programja is CAB-archívumok létrehozására szolgál:
Egyetlen fájlt tömörítsen egy CAB archívumba:
makecab.exe <becsomagolandó_fájl> [<kimeneti_fájl>]

## Kapcsolódó formátumok
A .cab fájlnév kiterjesztést más telepítőprogramok (például InstallShield) is használják saját archiválási formátumukhoz. Az InstallShield a zlib tömörítéshez használja, de a fejlécük nem ugyanaz, mint a Microsoft CAB-fájloké, így azok nem kompatibilisek, és nem lehet manipulálni vagy szerkeszteni a szabványos Cabinet formátumú programokkal őket. Speciális, harmadik féltől származó segédprogramok, például az Unshield, kibonthatják ezt a sajátos formátumot.
A Microsoft Publisher rendelkezik egy „Pack and Go” funkcióval, amely egy kiadói dokumentumot és az összes külső hivatkozást egy .PUZ kiterjesztésű CAB-fájlba csomagol. Ezeket a fájlokat egy .EXE fájllal kell aktiválni, amely a .PUZ fájllal együtt kerül kiadásra. Ezek a fájlok bármilyen CAB kicsomagoló programmal megnyithatók.